# Jalser Renier
Jalser Renier Padilha (Boa Vista, 21 de janeiro de 1972) é um político brasileiro filiado ao Partido Trabalhista Brasileiro (PTB). Exerceu desde 1995 até fevereiro de 2022, 7 mandatos como deputado estadual pelo estado de Roraima, sendo cassado do seu mandato como deputado estadual em 28 de fevereiro de 2022.

## Carreira política
Sua primeira eleição foi em 1994, quando concorreu para deputado estadual pelo PSD aos 22 anos. Com 1.158 votos, foi o segundo menos votado entre os eleitos.
Reelegeu-se ainda em 1998, pelo PSL (2.317 votos, empatado com Mecias de Jesus). Pelo PFL (posteriomente Democratas), conquistou outros 3 mandatos consecutivos em 2002 (3.139 votos), 2006 (3.147) e 2010 (4.209 votos).
Em 2014, pelo PSDC, foi reeleito para seu sexto mandato seguido, recebendo a maior votação (7.152 no total), e 4 anos depois foi novamente o deputado estadual mais votado (8.401 votos), agora como filiado ao Solidariedade.

## Polêmicas

### Prisão
Durante sua passagem pela Assembleia Legislativa de Roraima, Jalser envolveu-se em duas polêmicas: em 2003, foi preso sob acusação de envolvimento no "Escândalo dos Gafanhotos", e em 2016 terminou sendo novamente detido, em regime semiaberto, exercendo a função de presidente da Assembleia Legislativa.. O Supremo Tribunal Federal (STF), pela unanimidade de votos dos membros da Segunda Turma, anulou a decisão do Tribunal Regional Federal da Primeira Região que havia condenado o deputado Jalser Renier (SD) a seis anos e oito meses de reclusão e a 443 dias-multa pelo crime de peculato no caso conhecido como “Gafanhotos”. Sendo, assim ele foi absolvido do caso Gafanhotos.

### Invasão e Agressão
Em 2018, Jalser invadiu uma rádio, agredindo verbalmente a ex-prefeita Teresa Surita, ex-esposa de Romero Jucá da época de quando foi presidente da Funai. O caso aconteceu durante o segundo turno da campanha política para governo do Estado de Roraima, onde ela traiu seu grupo político, ao qual Jalser fazia parte, firmando apoio ao candidato de oposição, na época, Antonio Denarium.

## Envolvimento em Sequestro
Em 1 de outubro de 2021, Jalser foi considerado suspeito de ter sido o mandante no sequestro do jornalista Romano dos Anjos, da TV Imperial (afiliada da RecordTV), em 2020. O delegado João Evangelista acha que o deputado teria ordenado o sequestro alegando que o jornalista havia virado uma "pedra no sapato" após fazer uma série de críticas contra o ex-presidente da ALERR. Mas até o momento, o delegado João Evangelista não intimou o Deputado para depor e também não existem provas concretas no inquérito de que Jalser seria o mandante do sequestro do jornalista Romano do Anjos.

### Cassação do Mandato
Em 28 de fevereiro de 2022, Jalser Renier teve seu mandato cassado pela Assembleia Legislativa por quebra de decoro parlamentar. Ele era suspeito de liderar milícia e mandar sequestrar o jornalista Romano dos Anjos, a cassação dele foi aprovada por 18 dos 24 colegas de parlamento.
A cassação dele já havia sido aprovada na Comissão de Ética e de Constituição e Justiça. Ele foi o primeiro parlamentar no estado a perder o mandato por decisão dos deputados estaduais